# Час презрения
Час презрения (пол. Czas pogardy) — четвёртая книга из цикла «Ведьмак» польского писателя Анджея Сапковского. Первая публикация в Польше в 1995 году, в России — в 1997 году.

## Сюжет книги
После своей тайной встречи, монархи Северных королевств негласно готовятся создать предлог для войны с Нильфгаардом, не зная, что император Эмгыр уже знает об их планах и готовит свои.
Геральт консультируется с детективами Кодрингером и Фэнном, пытаясь выяснить личность неизвестного мага, пытающегося поймать Цири. В это же время Йеннифэр увозит Цири из Храма в Элландере в город Горс Велен. Йеннифэр планирует записать Цири в школу магии Аретузы на острове Танедд, одновременно собираясь посетить там сбор чародеев. Пока Йеннифэр обсуждает дела с банкиром-краснолюдом в Горс Велене, она позволяет Цири на день осмотреть город в сопровождении молодого помощника банкира. Гуляя в городе, а затем осматривая экзотический зверинец, Цири непреднамеренно провоцирует беспорядки и использует волшебный амулет, который ей дала Йеннифэр на случай чрезвычайной ситуации. Это привлекает внимание магичек Тиссаи де Врие и Маргариты Ло-Антиль, бывшей и нынешней (соответственно) директрис Аретузы, которые охотятся на прогульщиков школы.
Пока Йеннифэр, Тиссая и Маргарита обсуждают предстоящее образование Цири в Аретузе, Цири, сопротивляющаяся идее быть «заключенной» в школе, крадет лошадь и бежит в соседний город, где, как она слышала, остановился Геральт. Йеннифэр преследует её, что приводит к воссоединению и примирению с Геральтом. Все трое вместе направляются на остров Танедд.
На вечернем приеме Геральт знакомится с несколькими интересными личностями, в том числе с магом Вильгефорцем. Вильгефорц намекает, что борьба за власть неизбежна и что Геральту придется выбрать чью-то сторону. Вильгефорц хочет, чтобы Геральт был на его стороне, но Геральт предпочитает оставаться нейтральным. Дийкстра, шпион короля Редании, также безуспешно пытается завербовать ведьмака. 
Рано утром начинаются волнительные события на острове Танедд. Филиппа Эйльхарт, чародейка при дворе Редании, и Дийкстра организовали переворот, устроив засаду и пленив нескольких магов (включая Вильгефорца), которых они намереваются представить на трибунале и обвинить в сговоре с Нильфгаардом; Император Эмгыр хочет, чтобы Братство Чародеев распалось, поскольку их участие в битве под Содденом во время первой войны привело к поражению Империи. Однако Тиссая, архимагистр магов, приходит в ярость из-за того, что Филиппа и другие чародейки отказались от своей роли нейтральных советниц монархов, вместо этого помогая Северным королевствам разжигать войну. Находившаяся неподалёку от дворца Гарштанг Цири впадает в транс и молвит, что вторжение Нильфгаарда уже началось: накануне ночью был убит король Редании Визимир и Нильфгаард начал вторжение из-за подстроенной провокации в одном из малых королевств Севера использовав это как повод. Отказываясь верить Филиппе, Тиссая встает на сторону Вильгефорца, освобождая его оковы и сбрасывая поле, препятствующее использованию магии внутри Аретузы, чтобы позволить Вильгефорцу защитить себя. Это оказывается катастрофическим решением, когда он и несколько других магов-ренегатов обращаются против Филиппы и других чародеек Севера, в то время как группа скоя'таэлей, работающая с Нильфгаардом, вторгается на территорию острова.
Геральт ломает ногу Дийкстре, тем самым вырубив его и бросается спасать Йеннифэр и Цири. В последовавшем хаосе Йеннифэр и Геральт отбиваются от скоя'таэлей, а Цири убегает с места происшествия. Во главе скоя'таэлей она встречает Чёрного Рыцаря в крылатом шлеме из кошмаров о её побеге из Цинтры, однако вместо того чтобы убежать от него, Цири решает дать отпор. Сумев выбить шлем, она узнает что под ним скрывался обычный юноша смутно знакомый ей. Цири убегает. Рыцаря настигает Геральт и он ему представляется как Кагыр, нильфгаардский солдат, который фактически спас жизнь Цири, помогая ей сбежать из Цинтры, и тогда Геральт передумывает его убивать.
Вильгефорц противостоит Геральту у Башни Чайки, где укрылась Цири. Вильгефорц повторяет свое предложение Геральту присоединиться к победившей стороне, но Геральт отказывается, и начинается драка, в которой Геральт терпит сокрушительное поражение и получает тяжелые ранения. Вильгефорц входит в Башню, но Цири убегает через древний и неустойчивый магический портал, выпуская вспышку энергии, которая разрушает Башню и оставляет на лице Вильгефорца страшные шрамы.
Тиссая наконец осознает свою ошибку и помогает Трисс Меригольд увести Геральта в безопасное место, прежде чем совершить самоубийство.
Проходит некоторое время и вскоре после событий на острове Танедд, Лютик находит Геральта, лечащегося в лесу Брокилон под присмотром дриад, и рассказывает ему о недавних событиях: Аэдирн, Ривия и Лирия быстро пали перед нильфгаардскими захватчиками, а король Фольтест Темерский заключил поспешный договор с Эмгыром и сохранил свое королевство; эльфская чародейка Францеска Финдабаир стала королевой вассальной земли эльфов Дол Блатанны (Долины Цветов), но при условии, что она позволит скоя'таэлям оставаться под контролем Эмгыра. В Нильфгаарде Эмгыру представляют Лже-Цири, и он публично объявляет о своих планах жениться на ней и узаконить свое правление Цинтрой, но после официального представления, Эмгыр приказывает своим секретным силам найти настоящую Цири.
Цири просыпается в пустыне Корат, и ей едва удается остаться в живых благодаря помощи единорога. Когда единорога ранят в битве с роющимся пустынным чудовищем, Цири пробуждает свои скрытые магические силы, чтобы исцелить его, но сила, к которой она обращается, настолько велика, что она видит себя всемогущей разрушительницей, опустошающей весь континент и мстящая всем кто бросил и обманул её, включая Геральта и Йеннифэр. В ужасе от этого, она отказывается от использования магии и не сопротивляется, когда её захватывают охотники за головами, нанятые Нильфгаардом. Ей удается сбежать от них с помощью малолетних бандитов, известных как "Крысы". Она чувствует себя в безопасности и обретает чувство принадлежности к этой банде, которые, как и она, являются сиротами войны. Она представляется им как Фалька, взяв это имя у кровавой мятежницы из прошлого, которую она видела в своем видении.